# Elvis Grbac
Elvis M. Grbac (* 13. August 1970 in Cleveland, Ohio) ist ein ehemaliger US-amerikanischer American-Football-Spieler auf der Position des Quarterbacks. Er spielte für die San Francisco 49ers, Kansas City Chiefs und Baltimore Ravens in der National Football League (NFL).

## Karriere
An der University of Michigan führte der 1,95 Meter große Grbac sein College-Team sowohl 1991 als auch 1992 in den Rose Bowl. Im NFL Draft 1993 wurde Grbac von den San Francisco 49ers an 219. Stelle gedraftet, wo er drei Jahre der Ersatzmann von Starting-Quarterback Steve Young war. Mit den 49ers gewann Grbac den Super Bowl XXIX (1995), seine eher unauffälligen Leistungen wurden aber hart kritisiert: San Franciscos Bürgermeister Willie Brown nannte Grbac 1996 eine „Schande für die Menschheit“, wofür sich Brown später entschuldigte. Nach drei Jahren mit nur neun Spielen von Beginn an ließ sich Grbac 1996 von den Kansas City Chiefs verpflichten.

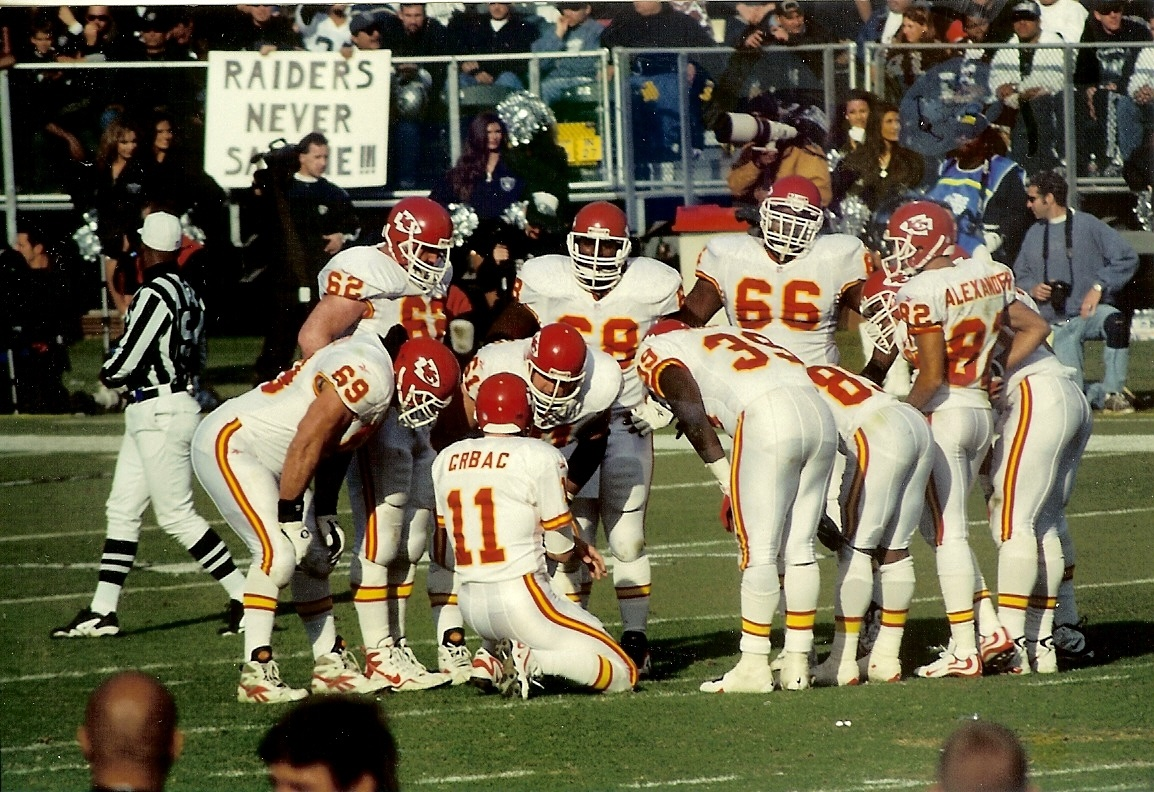
Elvis Grbac im Huddle bei den Kansas City Chiefs

Nach drei eher unauffälligen Jahren, in denen er sich mit Rich Gannon um die Position als Starting-Quarterback stritt und 38 Touchdowns warf, aber auch 31 Interceptions verursachte, hatte Grbac 2000 das beste Jahr seiner Karriere. Er warf 28 Touchdowns, erzielte 4.169 Yards Raumgewinn und wurde in den Pro Bowl gewählt. Im Jahr 2001 wurde Grbac vom amtierenden Meister verpflichtet, den Baltimore Ravens. Dort musste dafür Quarterback Trent Dilfer, der die Ravens zum Titelgewinn geführt hatte, gehen. Grbac konnte nie das Loch füllen, das der bei Fans und Teamkollegen populäre Dilfer hinterließ: nach einer enttäuschenden Saison (15 Touchdowns, 18 Interceptions, Quarterback Rating 71,1) machten die Ravens von einer Ausstiegsklausel Gebrauch, wodurch Grbac ein „unrestricted free agent“ wurde. Anstelle bei einem anderen Team anzuheuern, erklärte er seinen Rücktritt, auch weil er seiner fünfköpfigen Familie „nicht mehr zumuten wollte“ immer umzuziehen.

## Privatleben
Grbac ist verheiratet und hat drei Kinder. Eines seiner Kinder leidet an der Krankheit spina bifida, so dass sich Grbac im Kampf gegen diese Krankheit engagiert. Grbac hat einen Bruder namens Engelbert.
Grbacs Familie emigrierte Anfang der 1970er Jahre aus Istrien (heutiges Kroatien) in die Vereinigten Staaten. Da „Elvis“ zwar in Kroatien ein gebräuchlicher Vorname ist, aber in den Vereinigten Staaten stark mit dem Sänger Elvis Presley verbunden ist, wurden Grbacs Leistungen zeit seiner Karriere mit Elvis Presley-inspirierten Schlagzeilen kommentiert.
Während Grbacs Zeit bei den Kansas City Chiefs wurde er 1998 von People-Magazin zum „Sexiest Male Athlete“ ausgerufen, was aber ein Versehen war. Eigentlich sollte sein Quarterback-Teamkollege Rich Gannon diese Ehre bekommen, aber dem Fotografen wurde nicht Gannons Name genannt, sondern nur dass er den „Starting-Quarterback der Chiefs“ fotografieren sollte. Weil Gannon zu jenem Zeitpunkt verletzt war und Starting-Quarterback Grbac war, wurde versehentlich Grbac fotografiert. Erst 2009 wurde diese Posse von Sports Illustrated enttarnt.